# Sinfonía n.º 4 (Nielsen)
La Sinfonía n.º 4, op. 29, FS 76, también conocida como 'Lo Inextinguible' (en danés: Det Uudslukkelige), fue terminada por el compositor danés Carl Nielsen (1865-1931) en 1916. Esta sinfonía, compuesta con el telón de fondo de la Primera Guerra Mundial, se encuentra entre las más dramáticas que escribió Nielsen, identificada en el último movimiento, con la representación de una 'batalla' entre dos juegos de timbales.

## Origen
Nielsen estaba pensando en componer una nueva sinfonía en 1914, y en mayo le escribió a su esposa (que estaba en Celle):

"Tengo una idea para una nueva composición, que no tiene programa, pero que expresará lo que entendemos por el espíritu de la vida o manifestaciones de la vida, es decir, todo lo que se mueve, lo que quiere vivir ... vida y movimiento, aunque variado, muy variado, pero conectado, y como si estuviera constantemente en movimiento, en un gran movimiento o flujo. Debe tener una palabra o un título muy corto para expresarlo; con eso será suficiente. Verdaderamente, no puedo explicar lo que quiero, pero lo que quiero es bueno.

Y en una nota explicativa, Nielsen escribía:

La música es vida: en cuanto una nota aislada resuena en el aire o en el espacio, es fruto de la vida y del movimiento. Por eso, la música es la expresión más sensible de la pulsión de la vida. Esta sinfonía describe las fuentes más primitivas del fluir vital y la alegría de su percepción, es decir, lo que toca al ser humano, al mundo animal y vegetal, tal como puede ser percibido o experimentado. Esta música no se basa en un programa que describe su evolución en un espacio y tiempo limitados, sino en una visión de las capas emocionales vitales que permanecen semi-caóticas y primitivas… La música es la vida, y como ella, inextinguible.

La Cuarta Sinfonía fue iniciada por Nielsen en 1914 y la terminó dos años después, con lo que vio la luz en plena Primera Guerra Mundial, que conmocionó a Europa y al mundo. Aunque Dinamarca se había mantenido al margen del conflicto, Nielsen no había permanecido indiferente ante las noticias de los sangrientos enfrentamientos entre los ejércitos de las potencias de la Triple Entente y los de los Imperios Centrales. La espantosa carnicería que seguía casi a diario, las batallas en los distintos frentes, habían despertado en el músico el deseo de afirmar el valor supremo de la vida.
Nielsen se concentró en su obra, y al igual que con su Segunda Sinfonía, también quiso expresar para la Cuarta el significado de la composición, pero que no solo se pudiera aplicar a su sinfonía, sino a toda voluntad elemental de vivir: "Con el título "Lo inextinguible" el compositor intentó explicar, apenas con una palabra, lo que solo la música misma podía explicar, la voluntad elemental de vivir. La música es vida y tan inextinguible como la vida misma. Dicho esto, la palabra utilizada por el compositor como título de su obra puede parecer superflua, pero, en cambio, la utilizó para enfatizar el carácter estrictamente musical de su trabajo. Por eso, no debe ser un programa, sino mostrar el camino hacia un territorio propio.".
Esta nota confirma el hecho de que Nielsen, como Bruckner o Reger, son unos firmes defensores de la música pura. Por otro lado, esta nota introductoria le fue necesaria para referirse desde el principio al ideal de la vida inextinguible y para limitarse a la representación del programa. Es quizás esta premisa de ideas la que puede explicar el hecho de la omitida indicación de la secuencia de movimientos, de acuerdo con la estructura cuatripartita habitual de la sinfonía y la elección de Nielsen de hacer una obra (en forma similar a la Séptima Sinfonía de Sibelius) en un solo bloque, con las distintas secciones formales, unidas sin interrupción.
Terminada el 14 de enero de 1916, la Cuarta Sinfonía se interpretó por primera vez el 1 de febrero del mismo año en la Musikforeningen de Copenhague bajo la dirección del propio Nielsen.

## Estructura
La duración estimada es de 37 minutos. La sinfonía está compuesta para 3 flautas (un flautín que dobla), 3 oboes, 3 clarinetes, 3 fagotes (un contrafagot que dobla), 4 trompas en fa, 3 trompetas en do, 3 trombones, tuba, 2 juegos de timbales y sección de cuerdas.
Por primera y única vez, Nielsen decide no articular la sinfonía en movimientos diferentes y separados, se reproduce sin interrupción: attacca subito (literalmente, "atacar inmediatamente"), aunque se pueden identificar cuatro secciones dentro de la obra, por lo que no se puede decir que la forma cuatripartita esté desaparecida del todo. Un amplio Allegro introductorio es seguido por un Poco allegretto, al que sigue un Poco adagio quasi andante que toma el lugar del movimiento lento y en el finale Nielsen vuelve al tempo Allegro.
Se vislumbra un clima diferente a sus sinfonías anteriores, un comienzo de etapa formalmente innovador que continuará en sus siguientes sinfonías. Época de guerra y barbarismo con un nivel de violencia que Nielsen tratará de incorporará a su obra. La sinfonía fluye de un modo angustioso e intenso, y existe una conciencia de la erosión de la tonalidad y de los valores musicales de la preguerra en la que había crecido. Al principio, las diversas creaciones temáticas se contraponen, y luego, cuando se van disolviendo, aparece un tema anunciado por el clarinete, al que se refieren las posteriores creaciones de temas y motivos. Con este procedimiento, Nielsen da prueba de una notable originalidad, asociando la "metamorfosis" de los diversos elementos musicales a la afirmación del principio vital.

### I.Allegro
El primer movimiento comienza con un feroz tutti, como una protesta ante la barbarie, al que siguen los clarinetes, que introducen en La mayor el tema lírico que culminará la obra. 

### II.Poco allegretto
El segundo movimiento, para viento madera en sol mayor, es más un intermezzo que el adagio esperado. Es una pastoral, dirigida por el viento madera de una forma que es, a la vez, ingenuamente folklórica y, sin embargo, extrañamente inestable.

### III.Poco adagio quasi andante
El Adagio llega con el tercer movimiento, que se abre con un tema inquietante mediante una lenta cantilena de violines al unísono, puntuado por ritmos de timbales, que llega hasta un clímax antes de concluir con un oboe tocando sobre trinos en las cuerdas superiores. 

### IV.Allegro
El conflicto del primer movimiento reaparecen en este movimiento final, en el que dos juegos de timbales se enfrentan dramáticamente en cada lado de la orquesta. Este pasaje pide a los dos instrumentistas que cambien el tono de los timbales mientras tocan. Al final, mi mayor emerge como tono para concluir la obra.

## Conclusión
La Cuarta Sinfonía, y las posteriores Quinta y Sexta, revelan a Nielsen como un compositor cercano a la música del siglo XX en Europa. La razón de esta inclinación del músico danés hacia la modernidad fue retrospectiva, buscando un idioma arcaico interpretado con espíritu actual. Supo y le bastó experimentar en los campos formales, expresivos e idiomáticos, demostrando coraje y gran capacidad de adaptación a los tiempos, como reconoció el compositor suizo Arthur Honegger, el músico más joven de su generación.

## Discografía parcial
- BBC Philharmonic Orchestra, John Storgårds (Chandos)
- Berliner Philharmoniker, Herbert von Karajan (Deutsche Grammophon)
- Danish Radio Symphony Orchestra, Thomas Jensen (Danacord)
- Danish Radio Symphony Orchestra, Ulf Schirmer (Decca)
- Danish Radio Symphony Orchestra, Michael Schønwandt (Alliance)
- Finnish Radio Symphony Orchestra, Jukka-Pekka Saraste (Finlandia Records)
- Göteborgs Symfoniker, Neeme Järvi (Deutsche Grammophon)
- Janáček Philharmonic Orchestra, Theodore Kuchar (Brilliant Classics)
- London Symphony Orchestra, Ole Schmidt (Musical Concepts)
- National Symphony Orchestra of Ireland, Adrian Leaper (Naxos)
- New York Philharmonic, Leonard Bernstein (Sony BMG)
- Radio Sinfonie-Orchester Frankfurt, Paavo Järvi (RCA BMG)
- Royal Danish Orchestra, Paavo Berglund (RCA BMG)
- Royal Scottish Orchestra, Bryden Thomson (Chandos)
- San Francisco Symphony Orchestra, Herbert Blomsted (Decca)
- Swedish Radio Symphony Orchestra, Esa-Pekka Salonen (Sony BMG)